# Famille de Briouze
 (juillet 2024).

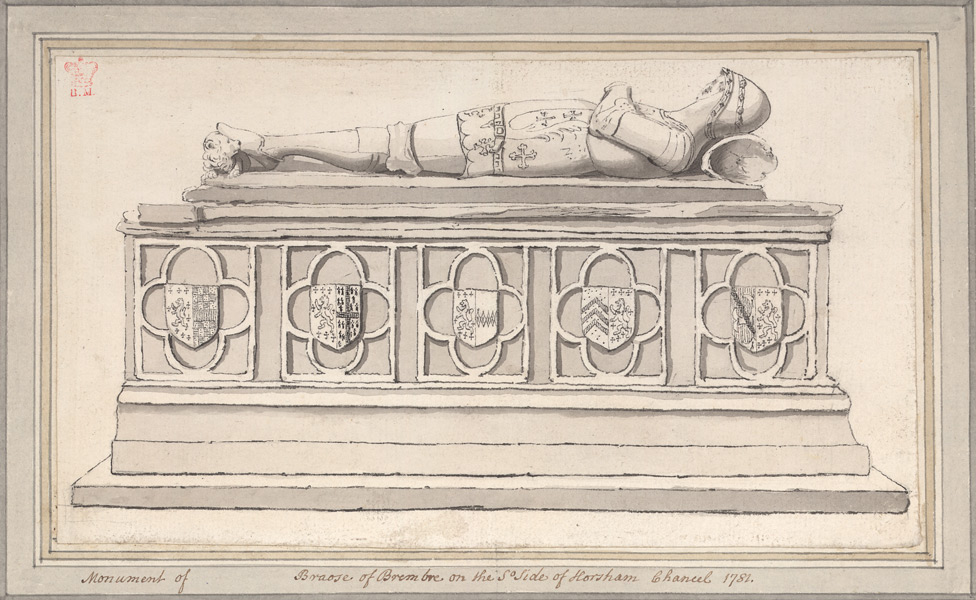
Monument en l'honneur de Sir Thomas de Braose de Bramber, mort en 1395, dans l'église Sainte-Marie de Horsham (West Sussex).

La famille de Briouze ou Braose, Brewes, qui tire son nom du toponyme Briouze, actuelle commune de l'Orne, est une famille de moyenne importance du baronnage anglo-normand qui connaît son apogée sous le règne de Jean d'Angleterre.

## Histoire
Le primogéniteur de la famille est Guillaume (I) († 1093/1095), de parentage inconnu, qui obtient le rape et le château de Bramber (Sussex) de Guillaume le Conquérant, avant 1073. Guillaume tient aussi un fief en Normandie centré sur Briouze devant un service militaire de trois chevaliers. Ses descendants conservent ce fief jusqu'à la perte du duché de Normandie en 1203-1204.
Génération après génération, les Briouze accumulent des biens, par des mariages judicieux à des héritières, principalement au Pays de Galles. La famille atteint l'apogée de sa puissance et de son importance avec Guillaume (III) († 1211). Proche du roi Jean d'Angleterre, il reçoit de nombreux territoires au Pays de Galles et en Irlande, et devient l'un des hommes les plus riches du royaume. Mais en 1208, à cause de fuites sur les circonstances de la mort d'Arthur Ier de Bretagne à Rouen en 1203, le roi perd confiance en lui et décide de s'en débarrasser. Sa femme et son fils aîné Guillaume (IV) sont emprisonnés au château de Corfe, où ils meurent de faim en 1210. La femme et les quatre enfants de ce dernier Guillaume sont emprisonnés jusqu'en 1218. Guillaume (III) trouve lui refuge en France.
Par la suite, bien que ses descendants récupèrent une bonne partie du patrimoine, la famille reste de faible importance. Une branche de la famille tient Brecknock (ou Brecon) et d'autres terres, et une autre branche tient Bramber (Sussex) et Gower (château de Pennard, Pays de Galles). La première branche disparaît en 1230, la seconde en 1326.
La famille française de la Broïse semble être la dernière branche subsistante.

## Personnalités
Le primogéniteur de la famille est Guillaume (I) († 1093/1095), de parentage inconnu, qui obtient le rape et le château de Bramber (Sussex) de Guillaume le Conquérant, avant 1073. Ce rape a été détaché de celui de Chichester, qui appartient alors à Roger II de Montgommery, le comte de Shrewsbury. Guillaume tient aussi un fief centré sur Briouze devant un service militaire de trois chevaliers. Ses descendants conservent ce fief jusqu'à la perte du duché de Normandie en 1203-1204.
Son fils Philippe (I) († 1134/1155) s'empare des seigneuries du centre des marches galloises de Radnor et Builth vers la fin du XIe siècle. Son mariage avec Eleonor, fille de Juhel, lord de Barnstaple, permet à son fils et héritier Guillaume (II) († v. 1193) d'obtenir la moitié des honneurs de Barnstaple et Totnes (Devon). Son propre mariage avec Berthe, la fille et cohéritière de Miles de Gloucester, lui permet de prendre le contrôle des importantes seigneuries de Galles du Sud de Brecon et Abergavenny. Guillaume se focalise sur ses possessions galloises, et sert Henri II d'Angleterre comme shérif du Herefordshire entre 1173 et 1175. Les Briouze sont alors incontournables dans les marches galloises.
Philippe (II) († av. 1201), fils cadet de Philippe (I), et son frère Guillaume (II) accompagnent Henri II dans sa campagne de 1171-1172 en Irlande. Philippe se voit confier la garnison de Wexford. En 1177, Henri II lui accorde le royaume de Limerick s'il est capable de le conquérir. Sa tentative échoue quand les citoyens mettent le feu à la ville.
Guillaume (III) († 1211), continue d'accroître ses possessions, notamment avec la baronnie de Kington (Herefordshire). Avant la fin du siècle, il tient en fiefs ou comme gardien des terres devant un service militaire de 325 chevaliers ainsi que seize châteaux en Angleterre, Pays de Galles et Irlande. Ses revenus annuels sont supérieurs à 800 livres sterling, ce qui en fait un des principaux barons du royaume. Il sert Richard Cœur de Lion en Normandie, et tient divers offices royaux. Sous le règne de Jean d'Angleterre, la famille connaît son apogée avant de manquer d'être réduite à néant. Guillaume joue un rôle important dans l'acceptation de la revendication de Jean au trône d'Angleterre, face à son concurrent Arthur Ier de Bretagne. Par la suite, il devient l'un de ses proches compagnons, et reçoit de nombreuses faveurs du roi. Il obtient d'abord la permission de garder pour lui toutes les terres qu'il pourrait prendre aux Gallois. Son fils Gilles obtient le siège épiscopal d'Hereford en 1200. En 1203, le roi lui donne l'importante seigneurie galloise de Gower. Puis en 1206 il obtient l'honneur de Limerick, en Irlande, avec la ville elle-même. Mais en 1208, le roi décide de se débarrasser de lui, n'ayant plus confiance en lui après des fuites sur la mort d'Arthur Ier de Bretagne à Rouen en 1203. Après une courte révolte de Guillaume, le roi ordonne son arrestation. Guillaume se réfugie finalement en France avec son fils Gilles. Sa femme et son fils aîné Guillaume (IV) sont emprisonnés à Corfe Castle où ils meurent de faim en 1210. La femme et les quatre enfants de ce dernier sont emprisonnés jusqu'en 1218.
Son fils Giles († 1215), nommé évêque d'Hereford en 1200, rejoint la révolte baronniale de 1214. En 1215, aidé par son frère Reginald, il reprend par la force toutes les possessions familiales des marches sauf Gower. Il se réconcilie finalement avec le roi Jean d'Angleterre peu avant sa mort. Le 21 octobre 1215, il lui donne les terres confisquées à son père contre une amende de 9 000 marks d'argent.
Son frère cadet Reginald († v. 1228), reprend possession du patrimoine en mai 1216. Il épouse la fille de William Brewer, un baron du sud-ouest des marches ainsi qu'un proche conseiller du roi Jean. En secondes noces, il épouse une fille illégitime de Llywelyn le Grand, renforçant son alliance avec le prince gallois.
Guillaume (V) († 1230), son fils et héritier, est pendu en 1230 par Llywelyn le Grand pour adultère avec sa femme Jeanne d'Angleterre. Il laisse quatre filles, toutes mariées à d'importantes figures des marches galloises, entre lesquels le patrimoine est divisé.
Son cousin Jean († 1232), qui a récupéré Bramber et Gower et quelques petites terres, est le fondateur d'une branche mineure qui s'éteint en 1326 et dont les membres sont convoqués au parlement en tant que Lord Braose. Son fils Guillaume (VI) († v. 1291), est connu pour avoir fait pendre William Cragh, un rebelle gallois, mais qui survécut à l'exécution. Il rejoint le camp royaliste durant la seconde guerre des barons. Il commande la garnison royale de Rochester contre les troupes de Simon de Montfort. Ses terres sont pillées en représailles, et son fils Guillaume (VII) prit en otage. Il est gardé et élevé chez les Montfort en gage de la bonne conduite de son père.
Guillaume (VII) († 1326), participe aux campagnes d'Édouard Ier en France, Pays de Galles et Écosse. En 1297, il participe aussi à la très impopulaire campagne en Flandre. En récompense, il obtient la garde de John de Mowbray durant sa minorité. Il en profite pour le marier à sa fille Aline.

## Généalogie
Tableau généalogique des membres principaux.
```
Guillaume (I) († 1093/1095), lord de Bramber
│
└─> Philippe († 1134/1155), seigneur de 
Briouze
 et lord de Bramber et Radnor
    × Eleonor, fille de Juhel, lord de Barnstaple
    │
    ├─> Philippe (II) († av. 1201), lord de Bramber
    │
    ├─> Sybille × 
Guillaume de Ferrières
, 
3
e
 
comte de Derby

    │
    └─> 
Guillaume (II)
 († v. 1193), lord de Bramber, Radnor, Brecon et Abergavenny
        × Berthe, fille de 
Miles de Gloucester
, 
1
er
 
comte d'Hereford

        │
        └─> 
Guillaume (III)
 († 1211), lord de Bramber, Radnor, Brecon, Abergavenny et Gower
            × 
Maud de Briouze

            │
            ├─> Margery × 
Walter de Lacy
, lord de 
Meath

            │
            ├─> Laurette × 
Robert IV de Beaumont
, 
4
e
 
comte de Leicester

            │
            ├─> Eleanor × 
Hugues (III) de Mortimer
 († 1227), lord de Wigmore
            │
            ├─> Maud × 
Gruffudd
, fils de 
Rhys ap Gruffydd
, prince de 
Deheubarth

            │
            ├─> Guillaume (IV) († 1210), lord de Bramber etc.
            │   × Mathilde, fille de 
Richard de Clare
, 
3
e
 
comte d'Hertford

            │   │
            │   └─> Jean († 1232), lord de Bramber etc.
            │       × Margaret, fille illégitime de 
Llywelyn le Grand

            │       │
            │       ├─> Guillaume (VI) († av. 1291), 
1
er
 
baron
 Braose, lord de Bramber etc.
            │       │   │
            │       │   └─> 
Guillaume (VII)
 († 1326), lord de Bramber etc.
            │       │       │
            │       │       ├─> Jeanne × James de Bohun ; × Richard Foliot
            │       │       │
            │       │       └─> Aline × 
John de Mowbray
, 
2
e
 
baron
 Mowbray
            │       │
            │       └─> Richard († v. 1292)
            │           └─> 
Famille Briouze ou Brewes de Stinton.

            │
            ├─> 
Gilles
 († 1215), 
évêque d'Hereford

            │
            └─> Réginald († v. 1228), lord de Radnor, Brecon et Abergavenny
                ×1 Grecia Brewire, mère de Guillaume
                │ ×2 Glawdys Ddu, fille illégitime de 
Llywelyn le Grand

                │
                └─> Guillaume (V) († 1230), lord de Radnor, Brecon et Abergavenny
                    × 
Ève
, fille de 
Guillaume le Maréchal
, 
1
er
 
comte de Pembroke

                    │
                    ├─> Isabelle († 1248) × 
Dafydd ap Llywelyn
, 
prince de Galles

                    │
                    ├─> 
Maud
 († v. 1301) × 
Roger Mortimer
, 
1
er
 
baron
 Mortimer
                    │
                    ├─> Éva († 1255) × William de Cantelou
                    │
                    └─> Éléanor × 
Humphrey (V) de Bohun
```

Les du Merle, barons de Briouze depuis Philippe le Bel
La baronnie de Briouze  et la seigneurie de Bellou, prises de guerre confisquées au baron de Briouze partisan du roi d’Angleterre, sont données en 1305 par Philippe le Bel au maréchal Foucaud du Merle contre redevances annuelles. La famille du Merle conservera ces fiefs jusqu'au mariage, en 1425, d'Isabelle du Merle avec John (Jehan) Affour (Afford), capitaine de gens d'armes anglais.